# オオミドリボウキ
オオミドリボウキ（学名:Asparagus setaceus、シノニム:Asparagus plumosus）は、クサスギカズラ属の1種。観賞用のアスパラガスの代表的なものである。日本の園芸関連ではアスパラガス・プルモーサスの名で流通しているが、これはかつての学名を仮名読みしたものである。

## 概説
アスパラガスは食用のものもよく知られるが、観葉植物として利用されるものも数多い。そんな中で、単にアスパラガスというと、平面に広がった細かな緑色の枝葉を伸ばす、一見ではシダ類の葉に似て見えるものを指すことが多い。それが本種である。
元来は先端がどんどん伸びて数mの蔓になるものである。園芸用の品種としてはあまり伸びなくなったものも作られている。細かい葉のようなものは葉ではなく、葉そのものは茎に張り付いて小さくなっている。これは本属の特徴だが、本種ではこれが鋭い棘に変化している。
学名は以前からA. plumosus Bak. がよく使われ、原田(1997)もこれを採っている。園芸方面では流通の上でもこの学名をカナ読みにしたアスパラガス・プルモーサスが使われている。英名はAsparagus-fern、つまりアスパラガスのシダである。

## 特徴
蔓性の多年生草本。根は多少とも多肉質になるが、根茎は発達しない。茎は緑色で長く伸びると長さ数mにも達し、半木本状となる。茎はよく分枝を出し、その枝が更に枝を出し、葉のように見える仮葉は細い円柱状で無毛、6-12個を群生させる。それらの枝葉は全て平面的に広がり、全体として三角形の葉のようにも見える。小枝の基部には本来の葉が変形した鱗片葉があり、これは下向きに曲がった棘状となる。花は春に咲き、枝先に単生し、白くて径2mm。液果は径6mm、黒紫色に熟する。
食用のアスパラガスと同様のにおいがある。

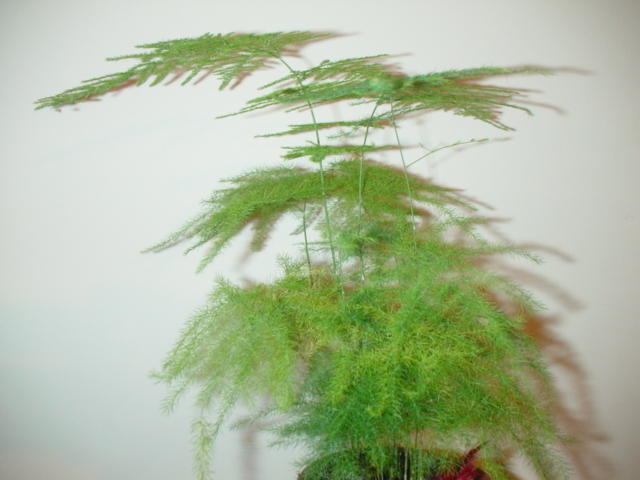
枝葉は平面的に広がる
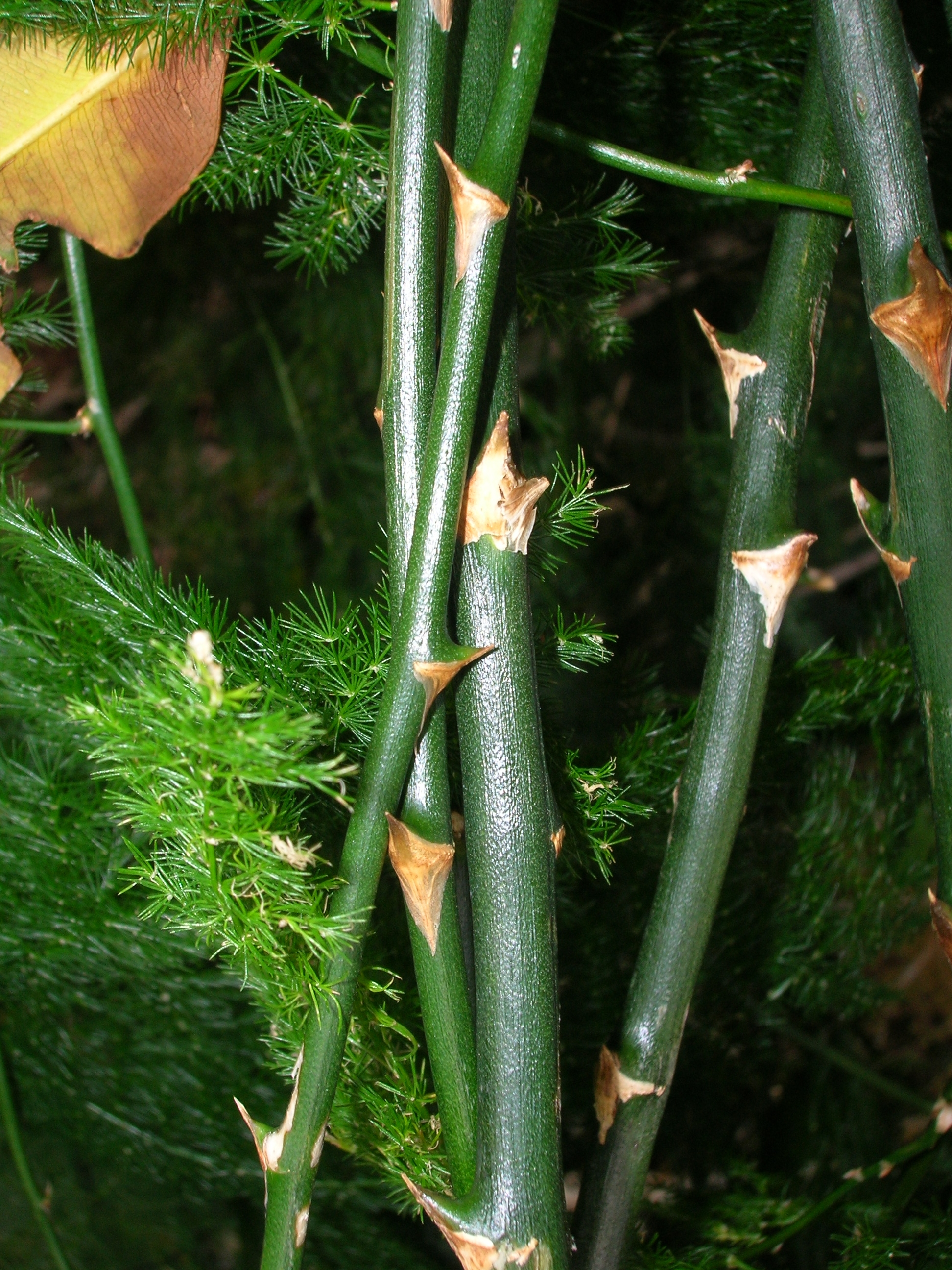
茎にある鱗片葉は棘に
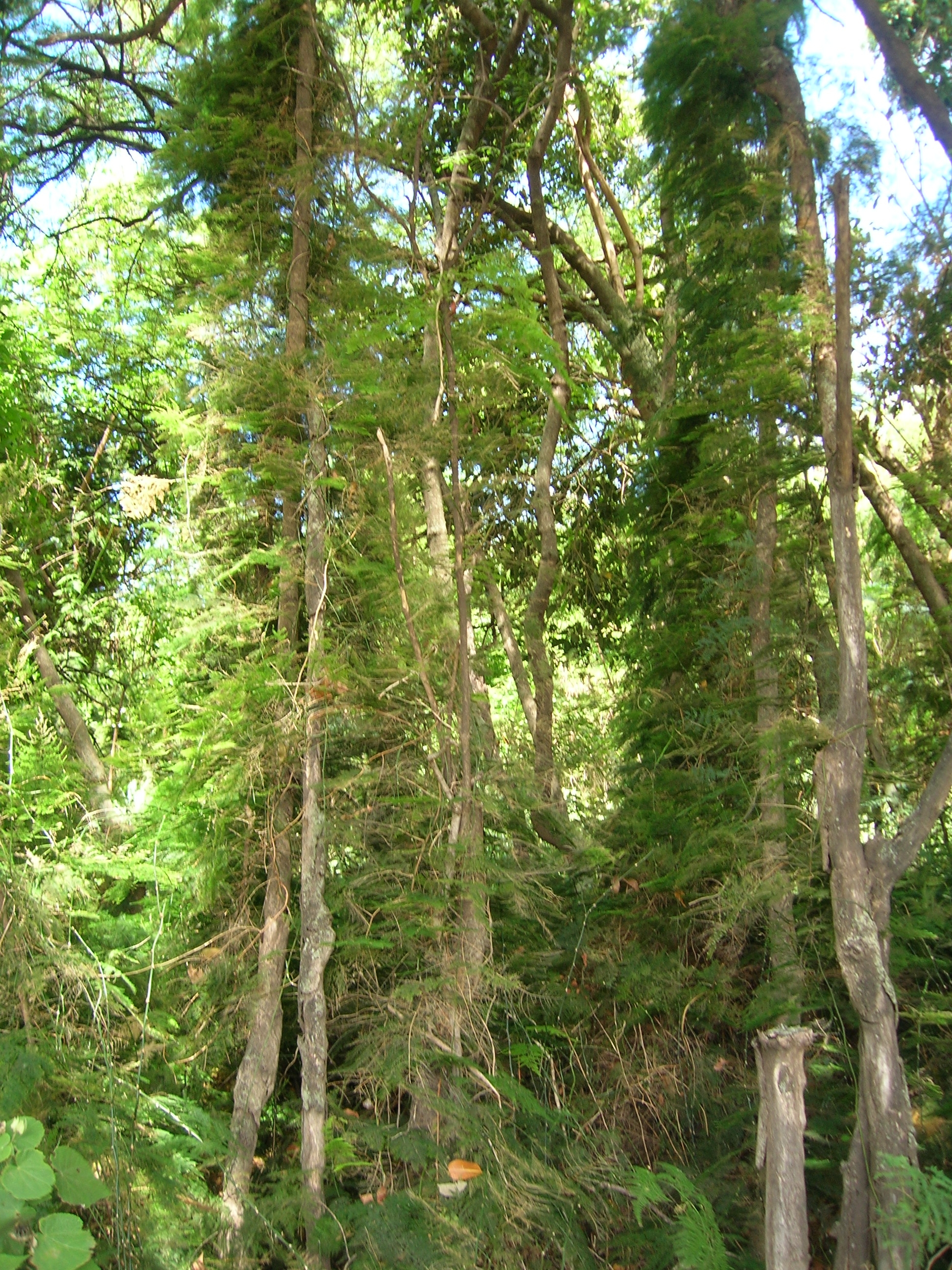
野外で藤本化した姿
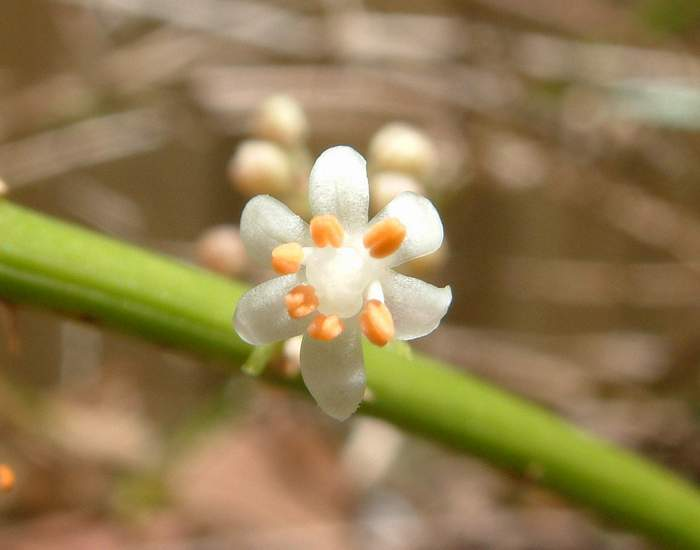
花

## 分布
南アフリカ原産。

## 利用
観賞用に栽培し、鉢物や切り花としても使う。特にカーネーションやスイートピーの花に合わせる添え葉として用いられる。八丈島や伊豆大島では半日陰の露地で栽培が行われる。
特に変種のシノブボウキ A. plumosus var. nanus （アスパラガス・プルモーサス・ナヌス）は全体に矮性で、仮葉は基本変種より細かく密に着き、葉全体も短くまとまるものである。これは切り葉、及び鉢物のアスパラガスとして最も多く栽培されている。ただしこの変種も長く栽培すると蔓を伸ばすので、普通は5年目くらいまでが鉢物として扱いやすい。他にピラミダリス Pyramidalis はナヌスが立ち葉になったような姿をしているものである。ミドリボウキ（テヌイッシムス） Tenuissimus は仮葉が平面に広がらないもので、葉色が粉白を帯びる。また偽葉がより細長い。